# Pokojni
Pokojni (eng. The Departed) je kriminalistički film Martina Scorsesea iz 2006., dobitnik Oscara za najbolji film 2007. U glavnim ulogama pojavljuju se Leonardo DiCaprio, Matt Damon, Jack Nicholson, Mark Wahlberg, Martin Sheen, Alec Baldwin i Ray Winstone. Film je obrada poznatog hongkoškog kriminalističkog trilera Pakleni poslovi. Radnja filma odvija se u Bostonu gdje Frank Costello, irski mafijaš, ubacuje Colina Sullivana kao krticu u policiju države Massachusetts. Istodobno, Billy Costigan je policajac koji se infiltrira u Costellovu ekipu. Kad dvije struje shvaćaju situaciju, prisiljeni su otkriti identitet onog drugoga.
Film je osvojio četiri Oscara na 79. dodjeli za najbolji film, najboljeg redatelja (Martin Scorsese), najbolju montažu (Thelma Schoonmaker) i najbolji adaptirani scenarij (William Monahan). Mark Wahlberg je naknadno nominiran za najboljeg sporednog glumca. Pokojni se nalazi i na listi 250 najboljih filmova kinematografije na IMDb-u.

## Radnja
Film počinje 80-ih godina u južnom Bostonu, gdje irski mafijaš Francis "Frank" Costello (Jack Nicholson) uzima Colina Sullivana (Matt Damon) pod svoje okrilje kako bi ga pripremio za ulogu krtice u policiji. Godinama kasnije, nalazimo Sullivana na treningu policije Massachusetts s njegovim kolegama Barriganom, Brownom i Billyjem Costiganom (Leonardo DiCaprio). U međuvremenu, mirni i staloženi kapetan Queenan (Martin Sheen) i agresivni narednik Dignam (Mark Wahlberg) angažiraju Costigana na tajni zadatak infiltriranja u Costellovu ekipu.
Sullivana ubrzo promoviraju u Odjel za specijalne istrage, koji vodi prostački kapetan Ellerby (Alec Baldwin). Costiganove aktivnosti izazivaju Costellovu pozornost za njega pa Costigan ubrzo stječe povjerenje i odobravanje u ekipi. U međuvremenu, Sullivan počinje romantičnu vezu sa psihijatricom Madolyn Madden (Vera Famiga) koja istodobno radi s Costiganom.
Budući da je nepoznat Sullivanu, Costigan spava s Madolyn. Sljedeće noći Costigan svjedoči razgovoru u porno-kinu gdje Costello daje informacije Sullivanu, nakon čega počne pratiti Sullivana po ulicama, samo da ga prepozna. Costigan ne uspijeva prepoznati čovjeka koji je razgovarao s Costellom; uspio je samo dokazati prisustvo krtice.
Sullivanu dodjeljuju zadatak da otkrije krticu u policiji koja je, naravno, on. Zadatak izaziva nesuglasice između Sullivana i Dignama koji optužuje Sullivana da je upravo on krtica. Pod sumnjom, on se usredotočuje, umjesto na traženje krtice u vlastitim redovima, na pronalazak iste u Costellovoj ekipi. Pokušava dati Costellu nove informacije, ali ne uspijeva jer ih Dignam uspješno blokira. Pokušavajući druge taktike, pravi greške.
Nakon što se Queenan trebao naći s Costiganom u napuštenoj zgradi, Sullivan naređuje da Odjel prati Queenana. Sullivan obavještava Costellove ljude da je krtica u zgradi. Costellova banda provaljuje u zagradu u potrazi za krticom. Costigan uspijeva pobjeći, na Queenanov zahtjev, no Queenan ostaje zarobljen, pretučen i bačen kroz prozor.
U policijskoj postaji, Sullivan i Dignam se fizički obračunavaju šakama zbog Queenanove smrti nakon koje Dignam mora odstupiti. I dalje pokušavajući naći krticu u Costellovim redovima, Sullivan se promovira u šefa odjela za tajne zadatke kako bi namamio Costigana. Nekoliko dana kasnije, Costello i njegovi ljudi dolaze u staro skladište kako bi obavili posao s drogom. Sullivan to koristi kako bi pripremio policijsku zasjedu. Svi Costellovi ljudi bivaju pobijeni u pucnjavi, a Costigan se izvlači; Costello također bježi, ali se sukobljuje sa Sullivanom osobno. Costello potvrđuje kako je on FBI-ev doušnik, nakon čega ga Sullivan ubija.
Natrag u postaji, Costigan nalazi inkriminirajuće dokaze na Sullivanovu stolu. Shvaća da je Sullivan krtica i bježi. Nekoliko trenutaka poslije, stiže Sullivan s Costiganovom plaćom, ali primjećuje da su dokazi nestali sa stola i da je Costigan pobjegao. Shvaćajući da je otkriven, Sullivan briše Costiganove podatke iz računala, što je jedini dokaz da je on agent na tajnom zadatku te da nije kriminalac. Costigan povjerava Madolyn omotnicu koju smije otvoriti samo u slučaju njegove smrti. Costigan poslije šalje Sullivanu snimke njegovih i Costellovih razgovora, s telefonskim brojem. Nakon što Madolyn presluša jednu od ovih snimki, posvađa se sa Sullivanom, odlazi u njihovu sobu i zalupi mu vrata pred nosom. Sullivan naziva broj i počne razgovarati s Costiganom, koji se sreo s Costellovim odvjetnikom i otkriva Sullivanu tijekom njihovog sastanka da je Costello prikupljao informacije o tome kako je Sullivan radio za njega kao krtica na tajnom zadatku, kako bi poslužio kao zakonski imunitet ako bi bio uhićen. Dogovaraju sastanak.
Na krovu na kojem je ubijen Queenan, histerični Costigan suočava se i uhiti Sullivana nakon nekoliko udaraca tijekom usijane rasprave. Policajac Brown pojavljuje se i naređuje Costiganu da spusti pištolj. Napominjući Brownu da je trebao dovesti Dignama kao što je tražio, Costigan brzo podsjeća Browna kako su bili kolege, da je Colin zapravo kriminalac te da ima dokaz za to. Costigan sa Sullivanom kao taocem ulazi u dizalo. Nakon što se dizalo zaustavilo, drugi policajac, Barrigan, pogađa i ubija Costigana i policajca Browna. Barrigan otkriva Sullivanu da je on druga krtica u policiji Massachusettsa te da moraju raditi zajedno. Barrigan oslobađa Sullivana i počinje namještati mjesto ubojstva, ali ga Sullivan ubija. Sullivan okrivljuje za sve Barrigana i predlaže da se Costiganu dodijeli Orden za zasluge jer mu je spasio život.
Sullivan dolazi na Costiganov pogreb gdje ga uplakana Madolyn odbacuje. Mnogo kasnije, Sullivan se vraća kući i nalazi Dignama kako čeka u njegovom stanu gdje ga ovaj ubija jednim metkom u čelo. Kako film završava, kamera odlazi vani, dok štakor puzi preko balkonske ograde, bacajući sjenu na zlatnu kupolu zgrade parlamenta Massachusettsa.

## Glumci
- Leonardo DiCaprio - William M. "Billy" Costigan, policajac na tajnom zadatku
- Matt Damon - Detektiv Colin Sullivan, Costellov doušnik u policiji
- Jack Nicholson - Francis "Frank" Costello, šef bostonske irske mafije
- Mark Wahlberg - Narednik Sean Dignam, zamjenik šefa Odjela za tajne zadatke
- Martin Sheen - Kapetan Oliver "Charlie" Queenan, šef Odjela za tajne zadatke
- Ray Winstone - G. French, Costellova desna ruka
- Vera Farmiga - Dr. Madolyn Madden, policijska psihijatrica i Sullivanova djevojka
- Anthony Anderson - Policajac Brown, član Odjela za posebne istrage
- Alec Baldwin - Kapetan George Ellerby, šef Odjela za posebne istrage
- James Badge Dale - Policajac Barrigan, član Odjela za posebne istrage
- Kevin Corrigan - Sean Costigan, Billyjev rođak
- David O'Hara - Fitzy, jedan od Costellovih ljudi
- Mark Rolston - Timothy Delahunt, jedan od Costellovih ljudi
- Robert Wahlberg - Agent FBI-ja Frank Lazio, FBI-jev časnik za vezu s Odjelom za posebne istrage

Uloga Dignama, kojeg je glumio Mark Wahlberg, originalno je ponuđena Rayu Liotti, a zatim Denisu Learyju, koji ju je odbio zbog obveza na snimanju serije Vatreni dečki. Scorsese je ulogu Queenana ponudio Robertu De Niru, ali ju je ovaj odbio zbog snimanja Dobrog pastira.

## Teme
Filmski kritičar Stanley Kauffman opisuje glavnu temu Pokojnih kao jednu od najstarijih u drami - koncept identiteta - i kako on "utječe na radnje, osjećaje, samouvjerenost i čak snove jednog pojedinca."
Odnos otac-sin je motiv koji se provlači kroz cijeli film. Costello se postavlja kao očinska figura i Sullivanu i Costiganu, a Queenan kao njegova suprotnost čime predstavljaju obje strane irsko-američkog arhetipa oca. Sullivan se Costellu obraća s "tata" kad god ga nazove kako bi ga obavijestio o policijskim aktivnostima.
Film se dotiče i mnogih kriza muškog identiteta; od impotencije do škopljenja samih sebe terapijom "razgovorom".
Osim toga, još jedna velika tema filma je problem klasa jer dvojica protagonista dolaze iz dva suprotna okružja. Sullivan, irski Amerikanac katolik iz radničke klase koji želi napredovati u službi, čak i kao krtica. Costigan, koji dolazi iz bogatijeg dijela Bostona, pretvara se da je ulični kriminalac zbog policijskog zadatka.

## Soundtrack
Objavljena su dva albuma, jedan s originalnom glazbom za film koju je skladao Howard Shore, a drugi s ranijim snimkama, uglavnom pop/rock pjesmama koji su korišteni na soundtracku.

### AlbumMusic from the Motion Picture
Film počinje s pjesmom "Gimme Shelter" Rolling Stonesa, a nakon toga slijedi "I'm Shipping Up to Boston" Dropkick Murphysa sa stihovima Woodyja Guthrieja. Ista pjesma korištena je na radijskim vijestima CBS-a nakon dodjele Oscara u pozadini izvještaja s dobitnicima. Na albumu se našla i live verzija pjesme "Comfortably Numb" koju su 1980. u Berlinu izveli Roger Waters i Van Morrison, dok je pjesma originalno s albuma The Wall Pink Floyda.
Iako se "Gimme Shelter" pojavljuje u filmu, ne nalazi se na soundtrack albumu. U filmu se, ali ne i na soundtracku, može čuti "Thief Theme" repera Nasa, "Well, Well, Well" Johna Lennona, "Bang Bang" Joea Cube i drugi čin iz Donizettijeve Lucia di Lammermoor.
Film završava s obradom "Sweet Dreams" Dona Gibsona koju je kasnije izvodio Roy Buchanan.
Popis pjesama
1. "Comfortably Numb" (Roger Waters feat. Van Morrison and The Band, verzija s koncerta The Wall u Berlinu) – 7:59
2. "Sail On, Sailor" (Beach Boys) – 3:18
3. "Let It Loose" (Rolling Stones) – 5:18
4. "Sweet Dreams" (Roy Buchanan) – 3:32
5. "One Way Out" (Allman Brothers Band) – 4:57
6. "Baby Blue" (Badfinger) – 3:36
7. "I'm Shipping Up to Boston" (Dropkick Murphys) – 2:34
8. "Nobody But Me" (Human Beinz) – 2:18
9. "Tweedle Dee" (LaVern Baker) – 3:10
10. "Sweet Dreams" (Patsy Cline) – 2:34
11. "The Departed Tango" (Howard Shore, Marc Ribot) – 3:32
12. "Beacon Hill" (Howard Shore, Sharon Isbin) – 2:33

### AlbumOriginal Score
Glazbu za Pokojne napisao je Howard Shore, a i izveli su je gitaristi Sharon Isbin, G.E. Smith, Larry Saltzman i Marc Ribot. Glazba je snimljena u Shoreovu vlastitom studiju u državi New York.
Popis pjesama
1. "Cops or Criminals" – 2:01
2. "344 Wash" – 2:03
3. "Beacon Hill" – 2:36
4. "The Faithful Departed" – 3:01
5. "Colin" – 2:09
6. "Madolyn" – 2:14
7. "Billy's Theme" – 6:58
8. "Command" – 3:15
9. "Chinatown" – 3:16
10. "Boston Common" – 2:53
11. "Miss Thing" – 1:45
12. "The Baby" – 2:48
13. "The Last Rites" – 3:05
14. "The Departed Tango" – 3:38

## Kritike
Popularni kritičar James Berardinelli dao je filmu četiri od četiri zvjezdice i nazvao ga "američkom epskom tragedijom". Film mu je poslužio za napad na banalnosti koje su američki studiji nudili u prethodnim godinama. "Filmovi su bili toliko apatični da su Pokojni došli kao prijeko potrebno osvježenje", napisao je. Ustvrdio je još kako film zaslužuje da ga se svrsta uz Scorseseove prijašnje uspješnice kao što su Taksist, Razjareni bik i Dobri momci.
Andrew Lau, jedan od redatelja Paklenih poslova, u intervjuu za hongkonške novine Apple Daily je rekao, "Naravno da smatram da je verzija koju sam ja snimio bolja, ali i holivudska je prilično dobra. Scorsese je holivudsku verziju prilagodio američkom kulturnom okruženju." Andy Lau, jedan od glavnih glumaca u Paklenim poslovima, nakon što su ga pitali da usporedi film s originalom, rekao je, "Pokojni su bili predugi i mislim da je Hollywood iskombinirao sva tri nastavka Paklenih poslova." Lau je istaknuo da se u obradi našlo nekoliko "zlatnih citata" iz originala, ali i mnogo više psovki. Na kraju je Pokojne ocijenio s 8/10 i rekao da vrijedi pogledati holivudska obrada, iako "učinak spajanja dvije junakinje iz izvornika u jednu nije dobar kao u izvorniku".
Film je u prvom vikendu zaradio 26.887.467 dolara, čime je postao treći Scorseseov film koji je debitirao na prvom mjestu. Film je malo podbacio u kasnijim tjednima, ostavši na popisu deset najuspješnijih filmova sedam tjedana. S budžetom od 90 milijuna dolara, film se smatra komercijalno najuspješnijim od svih Scorseseovih filmova do danas.
Film je osvojio četiri Oscara, za najbolji film, najboljeg redatelja (Martin Scorsese), najbolju montažu (Thelma Schoonmaker) i najbolji adaptirani scenarij (William Monahan). Mark Wahlberg je bio nominiran za najboljeg sporednog glumca.

## Nagrade i nominacije
| Nagrada                                                          | Kategorija                               | Dobitnik/Nominirani                      | Pobjeda                    |
| ---------------------------------------------------------------- | ---------------------------------------- | ---------------------------------------- | -------------------------- |
| Oscari                                                           | Najbolji redatelj                        | Martin Scorsese                          | Da                         |
| Oscari                                                           | Najbolja montaža                         | Thelma Schoonmaker                       | Da                         |
| Oscari                                                           | Najbolji film                            |                                          | Da                         |
| Oscari                                                           | Najbolji adaptirani scenarij             | William Monahan                          | Da                         |
| Oscari                                                           | Najbolji sporedni glumac                 | Mark Wahlberg                            | Ne                         |
| Nagrada Saturn                                                   | Najbolji akcijsko pustolovni triler film | Najbolji akcijsko pustolovni triler film | Ne                         |
| Nagrade Udruge američkih filmskih montažera                      | Najbolje montirani dramski film          | Thelma Schoonmaker                       | Da                         |
| Nagrade Ceha filmskih scenografa                                 | Najbolja scenografija                    | Najbolja scenografija                    | Ne                         |
| Nagrade Kruga filmskih kritičara Austina                         | Najbolji glumac                          | Leonardo DiCaprio                        | Da                         |
| Nagrade Kruga filmskih kritičara Austina                         | Najbolji sporedni glumac                 | Jack Nicholson                           | Da                         |
| Nagrade Društva bostonskih filmskih kritičara                    | Najbolja glumačka ekipa                  | Najbolja glumačka ekipa                  | Ne                         |
| Nagrade Društva bostonskih filmskih kritičara                    | Najbolji redatelj                        | Martin Scorsese                          | Da                         |
| Nagrade Društva bostonskih filmskih kritičara                    | Najbolji film                            |                                          | Da                         |
| Nagrade Društva bostonskih filmskih kritičara                    | Najbolji scenarij                        | William Monahan                          | Da                         |
| Nagrade Društva bostonskih filmskih kritičara                    | Najbolji sporedni glumac                 | Mark Wahlberg                            | Da                         |
| BAFTA nagrade                                                    | Najbolji glumac                          | Leonardo DiCaprio                        | Ne                         |
| BAFTA nagrade                                                    | Najbolji redatelj                        | Martin Scorsese                          | Ne                         |
| BAFTA nagrade                                                    | Najbolja montaža                         | Thelma Schoonmaker                       | Ne                         |
| BAFTA nagrade                                                    | Najbolji film                            |                                          | Ne                         |
| BAFTA nagrade                                                    | Najbolji adaptirani scenarij             | William Monahan                          | Ne                         |
| BAFTA nagrade                                                    | Najbolji sporedni glumac                 | Jack Nicholson                           | Ne                         |
| Nagrade Udruge televizijskih, radijskih i internetskih kritičara | Top 10 filmova godine (#3)               | Top 10 filmova godine (#3)               | Top 10 filmova godine (#3) |
| Nagrade Udruge televizijskih, radijskih i internetskih kritičara | Najbolji glumac                          | Leonardo Dicaprio                        | Ne                         |
| Nagrade Udruge televizijskih, radijskih i internetskih kritičara | Najbolja glumačka postava                |                                          | Ne                         |
| Nagrade Udruge televizijskih, radijskih i internetskih kritičara | Najbolji skladatelj                      | Howard Shore                             | Ne                         |
| Nagrade Udruge televizijskih, radijskih i internetskih kritičara | Najbolji redatelj                        | Martin Scorsese                          | Da                         |
| Nagrade Udruge televizijskih, radijskih i internetskih kritičara | Najbolji film                            |                                          | Da                         |
| Nagrade Udruge televizijskih, radijskih i internetskih kritičara | Najbolji sporedni glumac                 | Jack Nicholson                           | Ne                         |
| Nagrade Udruge televizijskih, radijskih i internetskih kritičara | Najbolji scenarist                       | William Monahan                          | Ne                         |
| Nagrade Organizacije filmskih kritičara Chicaga                  | Najbolji glumac                          | Leonardo DiCaprio                        | Ne                         |
| Nagrade Organizacije filmskih kritičara Chicaga                  | Najbolja fotografija                     | Michael Ballhaus                         | Ne                         |
| Nagrade Organizacije filmskih kritičara Chicaga                  | Najbolji redatelj                        | Martin Scorsese                          | Da                         |
| Nagrade Organizacije filmskih kritičara Chicaga                  | Najbolji film                            |                                          | Da                         |
| Nagrade Organizacije filmskih kritičara Chicaga                  | Najbolji adaptirani scenarij             | William Monahan                          | Da                         |
| Nagrade Organizacije filmskih kritičara Chicaga                  | Najbolji sporedni glumac                 | Jack Nicholson                           | Ne                         |
| Nagrade Organizacije filmskih kritičara Dallas-Fort Worth        | Top 10 filmova godine (#2)               | Top 10 filmova godine (#2)               | Top 10 filmova godine (#2) |
| Nagrade Organizacije filmskih kritičara Dallas-Fort Worth        | Najbolji redatelj                        | Martin Scorsese                          | Da                         |
| Nagrade Ceha američkih filmskih redatelja                        | Najbolji redatelj                        | Martin Scorsese                          | Da                         |
| Nagrade Floridskog kruga filmskih kritičara                      | Najbolji redatelj                        | Martin Scorsese                          | Da                         |
| Nagrade Floridskog kruga filmskih kritičara                      | Najbolji film                            |                                          | Da                         |
| Nagrade Floridskog kruga filmskih kritičara                      | Najbolji scenarij                        | William Monahan                          | Da                         |
| Nagrade Floridskog kruga filmskih kritičara                      | Najbolji sporedni glumac                 | Jack Nicholson                           | Da                         |
| Zlatni globusi                                                   | Najbolji glumac - drama                  | Leonardo DiCaprio                        | Ne                         |
| Zlatni globusi                                                   | Najbolji redatelj                        | Martin Scorsese                          | Da                         |
| Zlatni globusi                                                   | Najbolji film - drama                    | Najbolji film - drama                    | Ne                         |
| Zlatni globusi                                                   | Najbolji scenarij                        | William Monahan                          | Ne                         |
| Zlatni globusi                                                   | Najbolji sporedni glumac                 | Jack Nicholson                           | Ne                         |
| Zlatni globusi                                                   | Najbolji sporedni glumac                 | Mark Wahlberg                            | Ne                         |
| Nagrade Kruga filmskih kritičara Kansas Cityja                   | Najbolji adaptirani scenarij             | William Monahan                          | Da                         |
| Nagrade Društva filmskih kritičara Las Vegasa                    | Najbolji redatelj                        | Martin Scorsese                          | Da                         |
| Nagrade Društva filmskih kritičara Las Vegasa                    | Najbolja montaža                         | Thelma Schoonmaker                       | Da                         |
| Nagrade Društva filmskih kritičara Las Vegasa                    | Najbolji film                            |                                          | Da                         |
| MTV Movie Awards                                                 | Najbolji negativac                       | Jack Nicholson                           | Da                         |
| Nagrade Nacionalnog društva kritičara                            | Top 10 filmova godine (#4)               | Top 10 filmova godine (#4)               | Top 10 filmova godine (#4) |
| Nagrade Nacionalnog društva kritičara                            | Najbolja glumačka postava                | Najbolja glumačka postava                | Da                         |
| Nagrade Nacionalnog društva kritičara                            | Najbolji redatelj                        | Martin Scorsese                          | Da                         |
| Nagrade Kruga newyorških filmskih kritičara                      | Najbolji redatelj                        | Martin Scorsese                          | Da                         |
| Nagrade Kruga newyorških filmskih kritičara                      | Najbolji film                            | Najbolji film                            | Ne                         |
| Nagrade Kruga newyorških filmskih kritičara                      | Najbolji scenarij                        | William Monahan                          | Ne                         |
| Nagrade Nacionalnog društva filmskih kritičara                   | Najbolji sporedni glumac                 | Mark Wahlberg                            | Da                         |
| Nagrade Društva internetskih filmskih kritičara                  | Najbolji glumac                          | Leonardo DiCaprio                        | Ne                         |
| Nagrade Društva internetskih filmskih kritičara                  | Najbolji redatelj                        | Martin Scorsese                          | Da                         |
| Nagrade Društva internetskih filmskih kritičara                  | Najbolja montaža                         | Thelma Schoonmaker                       | Ne                         |
| Nagrade Društva internetskih filmskih kritičara                  | Najbolji film                            |                                          | Ne                         |
| Nagrade Društva internetskih filmskih kritičara                  | Najbolji adaptirani scenarij             | William Monahan                          | Ne                         |
| Nagrade Društva internetskih filmskih kritičara                  | Najbolji sporedni glumac                 | Jack Nicholson                           | Ne                         |
| Nagrade Društva internetskih filmskih kritičara                  | Najbolji sporedni glumac                 | Mark Wahlberg                            | Ne                         |
| Nagrade Ceha američkih producenata                               | Producent godine                         | Graham King                              | Ne                         |
| Nagrade Društva filmskih kritičara Phoenixa                      | Najbolji redatelj                        | Martin Scorsese                          | Da                         |
| Nagrade Društva filmskih kritičara Phoenixa                      | Najbolja montaža                         | Thelma Schoonmaker                       | Da                         |
| Nagrade Društva filmskih kritičara Phoenixa                      | Najbolji sporedni glumac                 | Jack Nicholson                           | Da                         |
| Nagrade Društva filmskih kritičara Phoenixa                      | Najbolji adaptirani scenarij             | William Monahan                          | Da                         |
| Nagrade Satellite                                                | Najbolja glumačka postava                | Najbolja glumačka postava                | Da                         |
| Nagrade Satellite                                                | Najbolji redatelj                        | Martin Scorsese                          | Ne                         |
| Nagrade Satellite                                                | Najbolji film - drama                    | Najbolji film - drama                    | Da                         |
| Nagrade Satellite                                                | Najbolji adaptirani scenarij             | William Monahan                          | Da                         |
| Nagrade Satellite                                                | Najbolji sporedni glumac                 | Leonardo DiCaprio                        | Da                         |
| Nagrade Satellite                                                | Najbolji sporedni glumac                 | Jack Nicholson                           | Ne                         |
| Nagrade Ceha filmskih glumaca                                    | Najbolja glumačka postava                | Najbolja glumačka postava                | Ne                         |
| Nagrade Ceha filmskih glumaca                                    | Najbolji sporedni glumac                 | Leonardo DiCaprio                        | Ne                         |
| Nagrade Organizacije filmskih kritičara Jugoistoka               | Najbolji redatelj                        | Martin Scorsese                          | Da                         |
| Nagrade Organizacije filmskih kritičara Jugoistoka               | Najbolji film                            |                                          | Da                         |
| Nagrade Organizacije filmskih kritičara Jugoistoka               | Najbolji adaptirani scenarij             | William Monahan                          | Da                         |
| Nagrade Organizacije filmskih kritičara Washingtona              | Najbolji redatelj                        | Martin Scorsese                          | Da                         |
| Nagrade Ceha filmskih scenarista                                 | Najbolji adaptirani scenarij             | William Monahan                          | Da                         |

## Vanjske poveznice
- Službena stranica
- Pokojni u internetskoj bazi filmova IMDb-a
- Pokojni na Rotten Tomatoes
- Scenarij na imsdb-u